# Premio Magic Johnson
El Premio Magic Johnson (Magic Johnson Award) es un premio anual entregado por la PBWA, desde la temporada 2000-01, al jugador que aúna mejor la calidad deportiva con un correcto trato con los medios de comunicación y el público. El premio debe su nombre a la profunda admiración de la prensa por Earving "Magic" Johnson.
El ganador es seleccionado por la Asociación Profesional de Escritores de Baloncesto (PBWA), que representa a los escritores de periódicos, revistas o de internet, especializados en el baloncesto estadounidense. Miembros de la organización nominan a jugadores para el premio, para que posteriormente ejerzan sus votos unos 175 miembros. El jugador con mayor número de votos es el ganador.
Desde su creación, en 2001, el premio ha sido otorgado a 15 jugadores diferentes. Shane Battier, Stephen Curry, Damian Lillard y Kevin Durant son los únicos jugadores que han sido premiado en más de una ocasión. Todos los galardonados son estadounidenses, exceptuando el alemán Dirk Nowitzki, el español Pau Gasol, y el griego Giannis Antetokounmpo.

## Ganadores

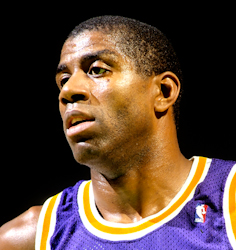
El premio se concede en honor a Magic Johnson.

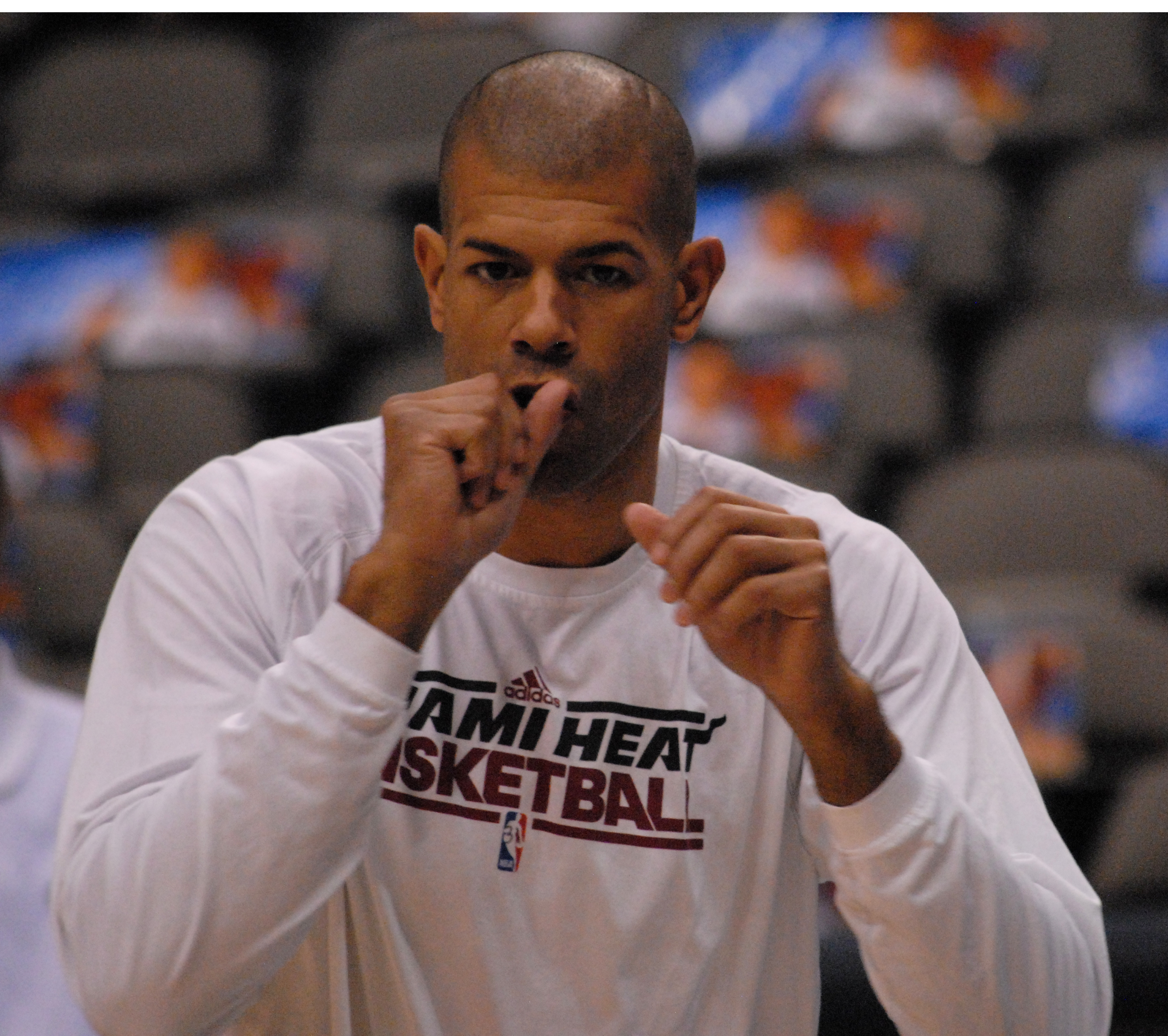
Shane Battier ha sido galardonado en dos ocasiones.

|     | Jugador en activo                                  |
|     | Elegido en el Basketball Hall of Fame              |
| (X) | Número de veces que el jugador ha ganado el premio |

| Temporada | Ganador                                        | Nacionalidad                                   | Equipo                                         | Ref                                            |
| --------- | ---------------------------------------------- | ---------------------------------------------- | ---------------------------------------------- | ---------------------------------------------- |
| 2000-01   | Ray Allen                                      | Estados Unidos                                 | Milwaukee Bucks                                |                                                |
| 2001-02   | Elton Brand                                    | Estados Unidos                                 | Los Angeles Clippers                           |                                                |
| 2002-03   | Jalen Rose                                     | Estados Unidos                                 | Chicago Bulls                                  |                                                |
| 2003-04   | Jermaine O'Neal                                | Estados Unidos                                 | Indiana Pacers                                 |                                                |
| 2004-05   | Antawn Jamison                                 | Estados Unidos                                 | Washington Wizards                             |                                                |
| 2005-06   | Grant Hill                                     | Estados Unidos                                 | Orlando Magic                                  |                                                |
| 2006-07   | Shane Battier                                  | Estados Unidos                                 | Houston Rockets                                |                                                |
| 2007-08   | Derek Fisher                                   | Estados Unidos                                 | Los Angeles Lakers                             |                                                |
| 2008-09   | Brandon Roy                                    | Estados Unidos                                 | Portland Trail Blazers                         |                                                |
| 2009-10   | Chris Bosh                                     | Estados Unidos                                 | Toronto Raptors                                |                                                |
| 2010-11   | Kevin Durant                                   | Estados Unidos                                 | Oklahoma City Thunder                          |                                                |
| 2011-12   | Steve Nash                                     | Canadá                                         | Phoenix Suns                                   |                                                |
| 2012-13   | Shane Battier (2)                              | Estados Unidos                                 | Miami Heat                                     | [ 1 ]                                          |
| 2013-14   | Dirk Nowitzki                                  | Alemania                                       | Dallas Mavericks                               | [ 2 ]                                          |
| 2014-15   | Pau Gasol                                      | España                                         | Chicago Bulls                                  | [ 3 ]                                          |
| 2015-16   | Stephen Curry                                  | Estados Unidos                                 | Golden State Warriors                          | [ 4 ]                                          |
| 2016-17   | Damian Lillard                                 | Estados Unidos                                 | Portland Trail Blazers                         | [ 5 ]                                          |
| 2017-18   | DeMar DeRozan                                  | Estados Unidos                                 | Toronto Raptors                                | [ 6 ]                                          |
| 2018-19   | Dwyane Wade                                    | Estados Unidos                                 | Miami Heat                                     | [ 7 ]                                          |
| 2019-20   | Damian Lillard (2)                             | Estados Unidos                                 | Portland Trail Blazers                         | [ 8 ]                                          |
| 2020-21   | No se entregó debido a la pandemia de COVID-19 | No se entregó debido a la pandemia de COVID-19 | No se entregó debido a la pandemia de COVID-19 | No se entregó debido a la pandemia de COVID-19 |
| 2021-22   | No se entregó debido a la pandemia de COVID-19 | No se entregó debido a la pandemia de COVID-19 | No se entregó debido a la pandemia de COVID-19 | No se entregó debido a la pandemia de COVID-19 |
| 2022-23   | Giannis Antetokounmpo                          | Grecia                                         | Milwaukee Bucks                                | [ 9 ]                                          |
| 2023-24   | Stephen Curry (2)                              | Estados Unidos                                 | Golden State Warriors                          | [ 9 ]                                          |
| 2024-25   | Kevin Durant (2)                               | Estados Unidos                                 | Phoenix Suns                                   | [ 10 ]                                         |